# Комиссия по изучению последствий атомных взрывов
Комиссия по учёту последствий атомной бомбы (ABCC) (японский: 原爆傷害調査委員会, Genbakushōgaichōsaiinkai) — комиссия, созданная в 1946 году в соответствии с президентским указом Гарри С. Трумэна Национальной академии наук США — Национальному исследовательскому совету для проведения исследований поздних эффектов радиации среди выживших после атомной бомбардировки в Хиросиме и Нагасаки. Поскольку она создавалась исключительно для научных исследований и изучения, а не для предоставления медицинской помощи, а также из-за сильной поддержки со стороны США, ABCC была в целом недоверчиво воспринята большинством выживших и японцами. Комиссия действовала почти тридцать лет до своего роспуска в 1975 году.

## История
Комиссия по учёту последствий атомной бомбы (ABCC) была создана после нападения США на Хиросиму и Нагасаки 6 и 9 августа 1945 года. Изначально ABCC начала работу как Совместная комиссия . ABCC ставила целью получение первоочередной технической информации и подготовку отчёта, чтобы проинформировать общественность о возможностях долгосрочного исследования последствий атомных бомбардировок. В 1946 году Льюис Уид, глава Национального исследовательского совета, собрал группу учёных, которые согласились, что "детальное и долгосрочное изучение биологических и медицинских эффектов на человека" является "крайне важным для Соединённых Штатов и человечества в целом." Президент Гарри С. Трумэн издал приказ о создании ABCC 26 ноября 1946 года. Ключевыми членами ABCC были Льюис Уид, врачи Национального исследовательского совета Остин М. Брюэс и Пол Хеншоу, а также армейские представители Мелвин А. Блок и Джеймс В. Нил, который также был врачом и обладал докторской степенью по генетике.
Пятым членом команды был Фредерик Ульрих из Медицинского исследовательского центра ВМС США, назначенный Национальным исследовательским советом по предложению офиса хирурга Генерала.

## Работа Комиссии по учёту последствий атомной бомбы
ABCC прибыла в Японию 24 ноября 1946 года и ознакомилась с процедурами японской армии. Они посетили Хиросиму и Нагасаки, чтобы увидеть, какая работа там ведётся. Было установлено, что в Японии существовала хорошо организованная медицинская группа под руководством Японского национального исследовательского совета, которая проводила исследования как непосредственных, так и отсроченных повреждений от атомной бомбы у выживших. Точно установить число погибших в двух бомбардировках практически невозможно, поскольку в обоих городах находились эвакуировавшиеся люди, так как это было военное время. Хиросима ожидала бомбардировок, так как была важным военным центром снабжения, и многие люди покинули этот район. Также в город нерегулярно приезжали люди из окрестных районов для работы в трудовых бригадах. Роберт Холмс, директор ABCC в 1954-1957 годах, сказал, что "[выжившие] — самые важные живущие люди."
ABCC также опиралась на исследования китайских учёных, которые уже изучали выживших до прибытия ABCC в Японию, поэтому информация поступала как от американских, так и от китайских специалистов. Масаю Цудзуки был ведущим японским специалистом по биологическим эффектам радиации. Он выделял четыре причины повреждений в городах, подвергшихся бомбардировкам: тепло, взрыв, первичная радиация и радиоактивный ядовитый газ. В отчёте, опубликованном Цудзуки, он ответил на вопрос: "Что делает сильная радиоактивная энергия с человеческим телом?" Его ответ был: "повреждение крови, затем кроветворных органов, таких как костный мозг, селезёнка и лимфатические узлы. Все они уничтожаются или серьёзно повреждаются. Лёгкие, кишечник, печень, почки и т.д. поражаются, и их функции нарушаются." Повреждения классифицировались по степени тяжести. Люди с тяжёлыми повреждениями находились в радиусе 1 км от эпицентра взрыва. Тяжело пострадавшие обычно умирали в течение нескольких дней, некоторые доживали до двух недель. Умеренные повреждения наблюдались у людей, проживавших в радиусе 1–2 км от эпицентра, они жили 2–6 недель. Люди, жившие в радиусе 2–4 км, имели лёгкие повреждения, которые не вызывали смерть, но вызывали некоторые проблемы со здоровьем в течение нескольких месяцев после облучения.

## Рост ABCC
ABCC быстро выросла в 1948 и 1949 годах. Численность её персонала увеличилась в четыре раза всего за год. К 1951 году общее число сотрудников составляло 1063 человека — 143 союзника и 920 японцев. Возможно, самым важным исследованием, проведённым ABCC, было генетическое исследование, которое сосредоточилось на неопределённостях, связанных с возможными долгосрочными эффектами ионизирующей радиации у беременных женщин и их нерождённых детей. Исследование не обнаружило доказательств широко распространённых генетических повреждений. Тем не менее, оно выявило повышенную частоту случаев микроцефалии и умственной отсталости у детей, которые были наиболее близко подвергнуты воздействию радиации в утробе матери. Генетический проект изучал эффекты радиации на выживших и их детей. Этот проект оказался самым крупным и интерактивным из всех программ ABCC. В 1957 году Япония приняла Закон о помощи выжившим после атомных бомбардировок, который предоставлял определённым лицам право на два медицинских обследования в год. Японский термин для выживших после атомных бомбардировок — hibakusha. Право на медицинское обслуживание имели те, кто находился в нескольких километрах от эпицентров в момент бомбардировок; те, кто находился в радиусе 2 километров от эпицентров в течение двух недель после бомбардировок; те, кто подвергся радиации из-за выпадения осадков, и дети, находившиеся в утробе у женщин, попадавших в любую из перечисленных категорий.

### Плюсы и минусы ABCC
У ABCC были свои плюсы и минусы. Минусы: они упускали из виду мелкие детали, важные для японцев. Пол в комнате ожидания для матерей с младенцами был покрыт полированным линолеумом, и женщины в деревянных сабо часто поскальзывались и падали. Таблички и журналы в залах ожидания были на английском языке. ABCC фактически не лечила выживших, которых изучала — их просто наблюдали на протяжении времени. Их заставляли приходить на обследования в рабочие будние часы, что приводило к потере одного дня зарплаты, а компенсация для выживших была минимальной.
ABCC проводила медицинские осмотры хибакуша и вскрытия умерших, а также собирала огромное количество образцов крови и мочи. Однако никакого лечения они не осуществляли, несмотря на то, что именно лечения хотели хибакуша. Это вызвало критику, что их воспринимали как подопытных животных, хотя война уже закончилась.
Плюсы: они предоставляли людям ценную медицинскую информацию. Младенцы проходили обследование при рождении и снова в 9 месяцев, что в то время не было обычным делом. Медицинские осмотры здоровых младенцев были почти неизвестны. Взрослые тоже получали пользу от частых медицинских осмотров.

## ABCC становится RERF
В 1951 году Комиссия по атомной энергии (AEC) планировала прекратить финансирование работы ABCC в Японии. Однако Джеймс В. Нил подал апелляцию, и AEC решила выделять им $20,000 в год в течение трёх лет для продолжения исследований. В 1956 году Нил и Уильям Дж. Шулл опубликовали окончательный вариант работы Влияние воздействия атомных бомб на прерывание беременности в Хиросиме и Нагасаки. Эта монография содержала подробное описание всех собранных данных. Несмотря на их усилия, доверие к ABCC снижалось, поэтому ABCC была преобразована в Radiation Effects Research Foundation (RERF), и с новым названием и административной организацией финансирование исследований выживших стало осуществляться поровну Соединёнными Штатами и Японией. RERF была учреждена 1 апреля 1975 года. Это двунациональная организация, управляемая как США, так и Японией, и она действует по сей день.

## Критика и обсуждения вокруг ABCC
Комиссия по учёту последствий атомной бомбы (ABCC, 1946–1975) собирала данные о медицинских эффектах ядерной бомбы на хибакуша без предоставления какой-либо медицинской помощи, поддержки или финансовой компенсации за исследования, которые могли длиться целый день для уже обедневшего населения. Хотя комиссия не была частью оккупационных властей, она служила инструментом сбора информации для Соединённых Штатов. Несмотря на то, что над проектом работали японские и американские врачи, в конечном итоге все данные исследований, фотографии и образцы (включая части тел, иногда взятые без согласия семей) оказались в собственности США, большая часть которых до сих пор хранится в США. Информация, собранная врачами, не разрешалась к публикации или распространению в Японии во время оккупации. Это касалось медицинских отчётов и вскрытий хибакуша. Большинство отчётов о гуманитарных последствиях бомбардировок было подавлено как в США, так и в Японии. Также в американской прессе использовалась пропаганда, противоречащая медицинским выводам, особенно относительно последствий радиации. Хотя японские врачи лечили и собирали данные пациентов, составляя медицинские карты, эти отчёты позднее были изъяты США, запрещены к публикации и остаются трудно доступными в Национальных архивах штата Мэриленд. Некоторые образцы тканей и клинические исследования хранились в США до мая 1973 года, вызывая огорчение у семей хибакуша.
Многие хибакуша свидетельствовали о унижении, когда их заставляли оставаться голыми часами, пока их фотографировали, снимали на видео и осматривали как подопытных животных сотрудниками ABCC. Им приходилось переносить смущение от демонстрации сильного облысения, сдачи образцов крови и взятия тканей без какой-либо поддержки. Жертвы сообщали о домогательствах со стороны ABCC, которая часто вызывала их на обследования или даже забирала детей из школ без согласия родителей (или несмотря на протесты родителей). Многочасовые обследования создавали дополнительное бремя для хибакуша, затрудняя им получение работы, без какой-либо финансовой компенсации или даже элементарных угощений, несмотря на крайнюю бедность. ABCC также проводила многочисленные вскрытия — до 500 в год, извлекая ткани и части тела, часто без согласия семей, чтобы отправлять их в США. Эти вскрытия часто проводились сразу после смерти, что усиливало страдания семей. Выжившие подвергались непрерывным домогательствам без какой-либо компенсации, а умершие, включая детей, подвергались вскрытиям.

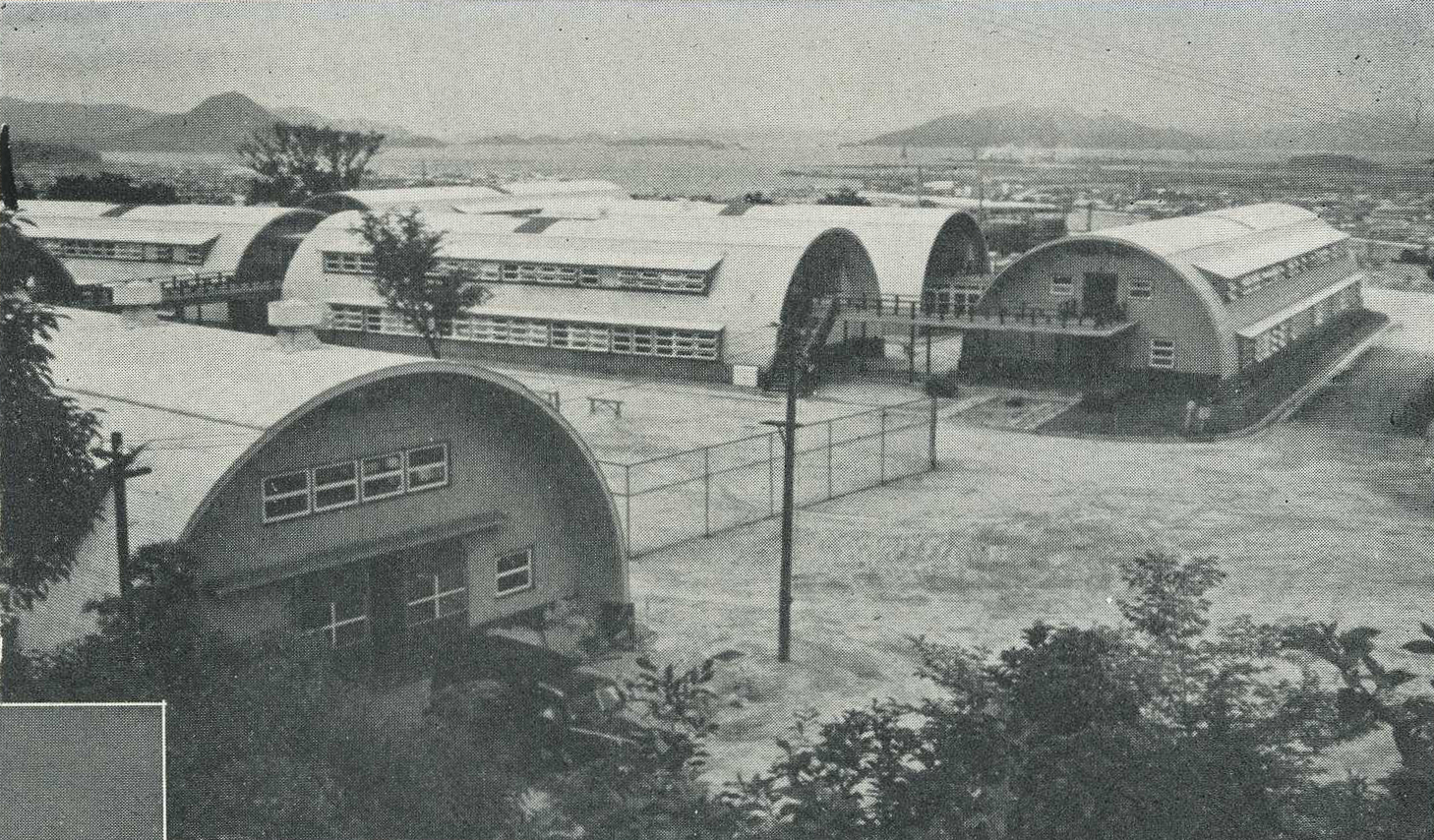
Здание ABCC, 1955 год.

Большинство беременных женщин, переживших бомбардировки, прерывали беременность, а выжившие дети страдали от микроцефалии, сердечных заболеваний, тяжёлой умственной отсталости и задержек развития из-за высокого облучения в утробе матери. Женщинам сообщали, что причиной являются стресс и недоедание, из-за чего они винили себя. Из-за цензуры они узнали настоящие причины этих отклонений позже.
Без доступных данных не могло быть сделано никаких выводов, что препятствовало публикациям о хибакуша. Из-за цензуры отчётов ни один японец не мог узнать о последствиях радиационного облучения, что привело к смерти тех, кто оставался под воздействием радиации. Для умерших хибакуша изъятие органов без согласия нарушало волю их семей. Для выживших их медицинские карты — важные для подтверждения статуса хибакуша и получения адекватной медицинской помощи — часто исчезали. К тому времени, когда медицинские отчёты стали доступны, для многих хибакуша было уже слишком поздно.
Когда хибакуша наконец получили медицинскую помощь от японского правительства, от них требовали предоставить документы, подтверждающие их статус. Поскольку более 23 000 единиц данных, включая клинические отчёты, человеческие останки и другие материалы, до мая 1973 года хранились в США как государственная тайна, многим хибакуша было трудно подтвердить свой статус.
Аналогично исследованию сифилиса в Таскиги, ABCC иногда приводят как пример медицинского вмешательства, проведённого в первую очередь в экспериментальных целях, а не для ухода за пациентами.

### Район Нисияма в Нагасаки
Комиссия ABCC также уделяла внимание району Нисияма  в Нагасаки. Горы располагались между гипоцентром взрыва и Нисияма, что препятствовало прямому воздействию радиации и тепла от взрыва на район, в результате чего не было немедленных повреждений. Однако из-за выпадения пепла и дождя значительное количество радиации всё же оставалось. Поэтому после войны проводились обследования здоровья, не информируя местное население об их истинной цели. Изначально эти исследования в Нисияма проводились американскими военными, но позднее были переданы комиссии ABCC.
Через несколько месяцев после атомных бомбардировок у жителей Нисияма наблюдалось значительное повышение уровня лейкоцитов в крови. У животных после полного облучения может развиваться лейкемия, поэтому исследователи хотели изучить, что происходит у людей. Также у отдельных лиц после перорального приема радиоактивных веществ был диагностирован остеосаркома. Согласно отчету комиссии ABCC, жители района Нисияма, которые не подверглись прямому воздействию атомной бомбы, рассматривались как идеальная группа для наблюдения эффектов остаточной радиации.
США продолжали исследования остаточной радиации даже после восстановления независимости Японии, но результаты никогда не были предоставлены жителям Нисияма. В результате после войны жители продолжали заниматься сельским хозяйством, но число больных лейкемией возросло, и больше людей умерло.
После атомных бомбардировок японские учёные хотели провести исследования, чтобы помочь излечить хибакуша, но SCAP не разрешал японским исследователям изучать повреждения, вызванные атомной бомбой. Особенно до 1946 года регулирование было строгим, что способствовало росту смертности от радиационного облучения.

### Использование Торотраста и исследования ABCC в Хиросиме
После Второй мировой войны Комиссия по учёту последствий атомной бомбы (ABCC), учреждённая США в Хиросиме, проводила медицинские исследования с использованием радиоактивного контрастного вещества Торотраст и похожего агента под названием Умбра-Тор. В период с 1949 по 1951 год эти препараты вводились мужчинам в возрасте от 19 до 71 года в больнице в Куре, префектура Хиросима, после чего проводились рентгеновские снимки в учреждениях ABCC.
Торотраст широко применялся в мире с 1930-х по 1940-е годы. Из-за его склонности долго оставаться в организме и излучать радиацию, он связывался с риском внутреннего облучения и рака. В Японии, по оценкам, от 20 000 до 30 000 человек получили инъекции Торотраста до конца войны.
В отчёте ABCC 1964 года отмечалось, что из 56 человек, получивших контрастное вещество, к 1961 году девять умерли, что вызвало подозрения в долгосрочных радиационных эффектах, хотя прямой связи с причиной смерти не было установлено. Из 23 выживших пациентов у 20 все ещё оставались остатки вещества в организме, а у 14 наблюдались симптомы, такие как фиброз. Это означало смену ранее более благоприятных оценок Торотраста на более осторожную позицию.
Хотя Торотраст не был одобрен для использования в США из-за опасений безопасности, исследования его эффектов продолжались в оккупированной Хиросиме. Считается, что исследовательские данные позже были вывезены из Японии за рубеж.

### Критика нетерапевтических исследований на людях
Соединённые Штаты проводили исследования воздействия радиации в Японии. Хибакуша случайным образом вызывали в учреждения, которые выглядели как больницы, но вместо медицинского лечения десятки тысяч выживших использовались как объекты исследований Комиссией по учёту последствий атомной бомбы (ABCC). Когда медицинские специалисты выявляли у выживших потенциально угрожающие жизни состояния, ABCC не сообщала об этом и не предоставляла лечение, выбирая наблюдать за развитием заболеваний.
Австралийский историк Paul Ham критиковал обращение ABCC с выжившими после атомных бомбардировок, сравнивая их с лабораторными крысами.
В директиве не упоминалось лечение: продление жизни, облегчение боли не было ни целью, ни побочным эффектом работы. Жили ли пациенты – или, точнее, объекты исследования – или умирали, было несущественно для устава иностранных врачей. Как жертвы жили или умирали, улучшалось ли их состояние или ухудшалось; страдали ли они раком спустя какое-то время или передавали его своим детям; вот вопросы холодного научного исследования. Короче говоря, облучённые японские гражданские лица должны были служить американскими лабораторными крысами. В этом заключалась выгода – так утверждали бы будущие рационалисты – от сброса бомбы на город: получение научных данных о гамма-излучении.